# Kroton Educacional
Kroton Educacional est une entreprise brésilienne présente dans l'enseignement. Kroton gère 518 000 étudiants dans 53 établissements au Brésil. 

## Histoire
Kroton a lancé en avril 2013, une offre d'acquisition sur Anhanguera, une autre entreprise spécialisé dans l'éducation au Brésil pour environ 5 milliards de réaux soit l'équivalent de 2,48 milliards de dollars. En mai 2014, les termes de cette acquisition sont redéfinis.
En avril 2018, Kroton Educacional annonce l'acquisition de Somos Educação pour l'équivalent de 1,8 milliard de dollars. Somos Educação est une entreprise brésilienne spécialisée dans l'éducation primaire et secondaire, secteurs où Kroton Educacional n'est que très peu présent avant cette opération, et qui devrait après représenter environ 30 % de son activité.